# Distrito de Kosovo
Distrito de Kosovo (em sérvio:  Косовски округ, transl. Kosovski okrug) é um distrito localizado na parte sul República da Sérvia. Está localizado na parte central da Província Autônoma de Cossovo e Metóquia. Tem uma população de 672 292. A sede do Distrito é na cidade de Priština.
Apesar do distrito de jure ainda existir para a Sérvia, o governo sérvio acabou aceitando a administração civil das Nações Unidas sobre o Kosovo após a Bombardeio da Iugoslávia pela OTAN em 1999.

## Municípios

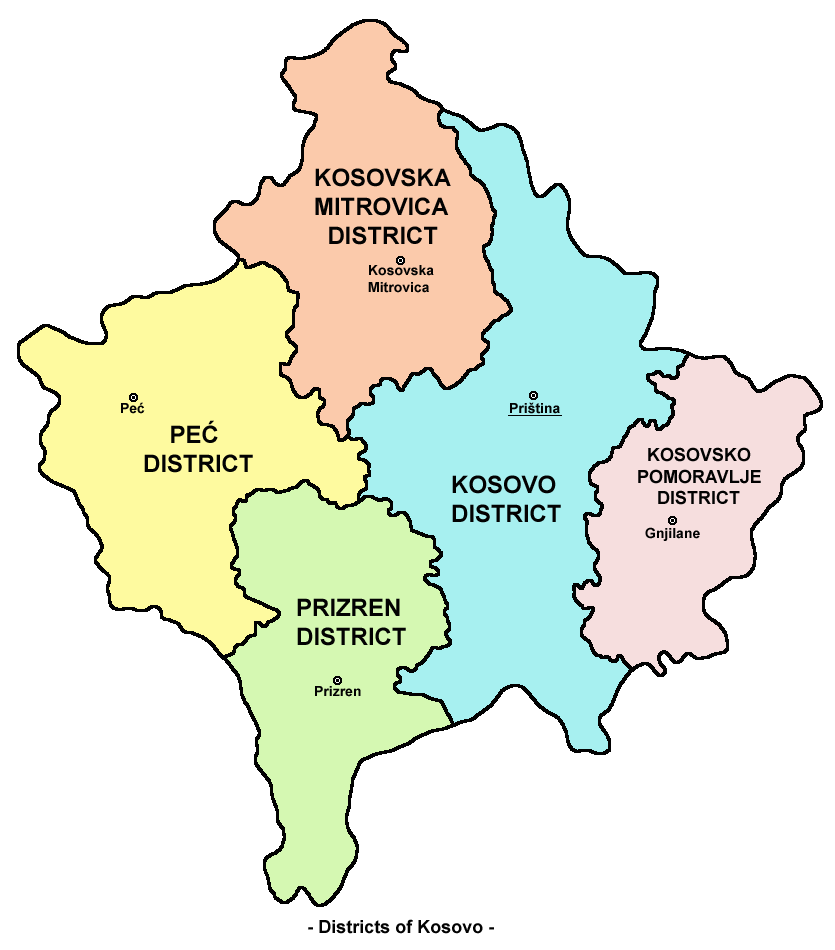
Distritos do Kosovo

Ele inclui os municípios de:
- Podujevo
- Priština
- Uroševac
- Obilić
- Glogovac
- Lipljan
- Kosovo Polje
- Štimlje
- Štrpce
- Kačanik

## Cultura e história
Priština é a cidade com um contraste marcante entre os tempos antigos e modernos. A vizinhança imediata de Priština é o local de um assentamento do período neolítico, bem como do assentamento romano, Vicianum. No centro de Priština está a mesquita de pedra (em turco:  taş cami), localizada no mercado antigo (em turco:  Çarşı), construída após a Batalha de Kosovo, em 1389.
Perto de Priština está também o mosteiro Gračanica, a última doação do rei sérvio Stefan Milutin, construído em 1315. Por sua arquitetura e pintura a fresco, Gračanica é um dos monumentos medievais mais significativos de toda a Europa, e referência a ela é feita em todas as antologias do edifício europeu. Hoje é um mosteiro ortodoxo feminino, aberto aos visitantes.

## Economia
Recursos minerais e mineração desempenham um papel importante dentro da economia desta região. Pelo volume e qualidade de seus depósitos de minério, o Distrito de Kosovo está entre os mais ricos não apenas na Sérvia, mas em toda a Europa, também .